# Глутаралдехид
Глутаралдехидът е химично съединение с формула C5H8O2, разтворимо във вода и спирт. Алдехид, представляващ маслоподобна течност, която има остра миризма и сладникав вкус. В практиката намира приложение като дезинфектант. Често се смесва с формалдехид, етанол и натриев бикарбонат. Продава се във формата на водни разтвори, стабилизирани с етанол. За дезинфекция се ползват 2%-ни разтвори, а добавянето на натриев бикарбонат към тях води до бързо отделяне на активно вещество.